# Серчлайт (Невада)
Серчлайт (англ. Searchlight) — переписна місцевість (CDP) в США, в окрузі Кларк штату Невада. Населення — 445 осіб (2020).

## Географія
Серчлайт розташований за координатами 35°28′58″ пн. ш. 114°54′56″ зх. д. / 35.48278° пн. ш. 114.91556° зх. д. (35.482848, -114.915692).  За даними Бюро перепису населення США в 2010 році переписна місцевість мала площу 34,01 км², уся площа — суходіл.

### Клімат
| Клімат : Серчлайт       | Клімат : Серчлайт | Клімат : Серчлайт | Клімат : Серчлайт | Клімат : Серчлайт | Клімат : Серчлайт | Клімат : Серчлайт | Клімат : Серчлайт | Клімат : Серчлайт | Клімат : Серчлайт | Клімат : Серчлайт | Клімат : Серчлайт | Клімат : Серчлайт | Клімат : Серчлайт |
| Показник                | Січ.              | Лют.              | Бер.              | Квіт.             | Трав.             | Черв.             | Лип.              | Серп.             | Вер.              | Жовт.             | Лист.             | Груд.             | Рік               |
| Абсолютний максимум, °C | 25,0              | 27,2              | 32,2              | 34,4              | 38,9              | 43,3              | 43,9              | 43,3              | 41,7              | 36,7              | 30,0              | 23,9              | 43,9              |
| Середній максимум, °C   | 12,1              | 14,7              | 18,3              | 22,8              | 28,1              | 33,7              | 36,4              | 35,2              | 31,7              | 25,0              | 17,6              | 12,4              | 24,0              |
| Середній мінімум, °C    | 2,0               | 3,5               | 5,4               | 8,9               | 13,3              | 18,2              | 21,9              | 20,9              | 17,7              | 12,2              | 6,1               | 2,4               | 11,1              |
| Абсолютний мінімум, °C  | −13,9             | −11,7             | −6,7              | −2,8              | −1,1              | 4,4               | 11,1              | 10,6              | 5,0               | −5                | −9,4              | −13,3             | −13,9             |
| Норма опадів, мм        | 23                | 24                | 20                | 10                | 5                 | 3                 | 23                | 27                | 15                | 13                | 11                | 20                | 196               |
| ----------------------- | ----------------- | ----------------- | ----------------- | ----------------- | ----------------- | ----------------- | ----------------- | ----------------- | ----------------- | ----------------- | ----------------- | ----------------- | ----------------- |
| Джерело: WRCC           |                   |                   |                   |                   |                   |                   |                   |                   |                   |                   |                   |                   |                   |

## Демографія
Згідно з переписом 2010 року, у переписній місцевості мешкало 539 осіб у 301 домогосподарстві у складі 145 родин. Густота населення становила 16 осіб/км².  Було 461 помешкання (14/км²).
Расовий склад населення:
| - 94,4 % — білих - 0,9 % — корінних американців - 0,4 % — вихідців з тихоокеанських островів |

До двох чи більше рас належало 3,3 %. Частка іспаномовних становила 7,1 % від усіх жителів.
За віковим діапазоном населення розподілялося таким чином: 11,3 % — особи молодші 18 років, 50,7 % — особи у віці 18—64 років, 38,0 % — особи у віці 65 років та старші. Медіана віку мешканця становила 58,3 року. На 100 осіб жіночої статі у переписній місцевості припадало 113,9 чоловіків;  на 100 жінок у віці від 18 років та старших — 110,6 чоловіків також старших 18 років.
За межею бідності перебувало 43,5 % осіб, у тому числі 84,8 % дітей у віці до 18 років та 12,2 % осіб у віці 65 років та старших.
Цивільне працевлаштоване населення становило 128 осіб. Основні галузі зайнятості: мистецтво, розваги та відпочинок — 46,9 %, сільське господарство, лісництво, риболовля — 31,3 %, роздрібна торгівля — 10,2 %, оптова торгівля — 7,8 %.